# C’mon Let Me Ride
C’mon Let Me Ride (englisch etwa für „komm schon, lass mich fahren“) ist ein Lied der US-amerikanischen Singer-Songwriterin Skylar Grey, das sie zusammen mit dem Rapper Eminem aufnahm. Der Song ist die erste Singleauskopplung ihres zweiten Studioalbums Don’t Look Down und wurde am 11. Dezember 2012 veröffentlicht.

## Inhalt
| Liedteil   | Künstler    |
| 1. Strophe | Skylar Grey |
| Refrain    | Skylar Grey |
| 2. Strophe | Skylar Grey |
| 3. Strophe | Eminem      |

Auf C’mon Let Me Ride macht sich Skylar Grey auf sarkastische Weise über die weit verbreitete und übermäßige Sexualisierung in Medien und Musik lustig. Dabei verwendet sie zahlreiche Euphemismen und Metaphern für sexuelle Handlungen, wie das Fahren eines Fahrrads oder das Aussaugen von Gift. Eminem rappt in seiner Strophe in der Rolle des lyrischen Ichs auf übertriebene Art von zahlreichen Frauen, die er dank seiner Unwiderstehlichkeit aufreißt und die er alle sexuell beglückt.

“C’mon, let me ride your bicycle

It’s so fantastical, on your bicycle

We can get a little more physical

Baby, after all, it’s only natural”

## Produktion
Der Song wurde von dem britischen Musikproduzenten Alex da Kid produziert, der zusammen mit Skylar Grey, Eminem und Mike Del Rio auch als Autor fungierte. Der Refrain des Liedes interpoliert das Stück Bicycle Race von Queen, weshalb Freddie Mercury ebenfalls als Autor gelistet ist.

## Musikvideo
Bei dem zu C’mon Let Me Ride gedrehten Musikvideo führte der US-amerikanische Regisseur Isaac Rentz Regie. Es feierte am 11. Dezember 2012 Premiere und verzeichnet auf YouTube über 35 Millionen Aufrufe (Stand August 2020). Das Video macht sich, wie auch der Song, über die weit verbreitete und übermäßige Sexualisierung in Medien und Musik lustig.
Zu Beginn fährt Skylar Grey leicht-bekleidet auf einem Fahrrad durch die Nachbarschaft und zieht die Blicke der Anwohner auf sich. Sie fährt zu einem jungen Mann, gespielt von Noah Segan, und versucht, dessen Aufmerksamkeit zu gewinnen. Doch dieser interessiert sich nur für drei Models in einer Zeitschrift, die ebenfalls aus der Nachbarschaft stammen. Daraufhin sucht Skylar Grey die anderen Frauen auf und versucht, sie mittels einer manipulierten Sonnenbank zu verunstalten. Schließlich macht sie eine eigene Schönheitschirurgie auf, in der sie mit einer Kettensäge hantiert und der ersten Frau den Kopf falsch herum annäht, der zweiten die Lippen übermäßig aufspritzt und der dritten Frau eine dritte Brust implantiert. Danach besucht Skylar Grey den jungen Mann erneut, verführt ihn und zieht ihm Geld aus der Hosentasche. Während Eminems Strophe fährt dieser mit dem Fahrrad durch die Nachbarschaft und wird von einigen Frauen verfolgt. Schließlich versucht er sie mit dem Fahrrad zu ziehen, aber kommt nicht mehr voran. Am Ende des Videos putzt Skylar Grey zusammen mit dem jungen Mann ein Fahrrad.

## Single

### Covergestaltung
Das Singlecover zeigt Skylar Grey, die leicht-bekleidet, mit einem Mountainbike, das sie auf das Hinterrad gestellt hat, in einer Schlammpfütze steht. Die Schriftzüge Skylar Grey, C’mon Let Me Ride und Featuring Eminem in Schwarz bzw. Blau befinden sich im oberen Teil des Bildes. Im Hintergrund sind wolkiger Himmel, ein Feld und Bäume zu sehen.

### Chartplatzierungen
C’mon Let Me Ride verpasste die US-amerikanischen Singlecharts, erreichte aber Platz 33 der Mainstream Top 40 Charts. Erfolgreicher war das Lied in Neuseeland, wo es Position 17 der Singlecharts belegte. Im deutschsprachigen Raum konnte es sich nicht platzieren.

### Auszeichnungen für Musikverkäufe
| Land/Region       | Auszeichnungen für Musikverkäufe (Land/Region, Auszeichnung, Verkäufe) | Verkäufe |
| ----------------- | ---------------------------------------------------------------------- | -------- |
| Neuseeland (RMNZ) | Gold                                                                   | 7.500    |
| Insgesamt         | 1× Gold ·                                                              | 7.500    |